# 延津县烈士陵园
35°08′22″N 114°11′23″E / 35.13952°N 114.18963°E
延津县烈士陵园，是位于中华人民共和国河南省新乡市延津县的烈士陵园。

## 沿革
1959年，当地政府在城西南距环城路200米处，建立革命烈士，将解放延津时牺牲的四十余名解放军烈士移葬此地。1975年5月，建房四间，筑有围墙，并配专人管理，改革命烈士坟为革命烈士陵园。1980年重修，为陈列革命烈土珍贵遗物和英烈事迹，建陈列馆六间。1981年扩建。

## 著名烈士
- 肖思远死后，在2020年6月中印加勒万河谷冲突中牺牲[3][4]。